# Mario Prestamburgo
Mario Prestamburgo (Messina, 7 settembre 1937) è un politico italiano.

## Biografia
È stato sottosegretario di Stato per le Ministero delle risorse agricole, alimentari e forestali nel governo Dini dal 23 gennaio 1995 e il 16 maggio 1996. Dopo aver aderito al Partito Popolare Italiano, nel 1996 è eletto alla Camera. Nel 1999, dopo una breve parentesi nel gruppo misto, aderisce a I Democratici.
Docente universitario, nel 2005 è stato indagato per i reati di abuso d'ufficio e di concussione. Dopo due anni di indagini, il procedimento fu archiviato dal Tribunale di Trieste "perché il fatto non sussiste".